# Shehu Abdullahi
Shehu Unman Abdullahi (sinh ngày 12 tháng 3 năm 1993) là một cầu thủ bóng đá chuyên nghiệp người Nigeria, thi đấu ở vị trí tiền vệ cho câu lạc bộ Omonia của Síp.

## Sự nghiệp câu lạc bộ

### Qadia SC
Tháng 7 năm 2014, Abdullahi chuyển từ Kano Pillars sang Qadsia SC của Kuwait với một thỏa thuận trị giá 480.000 đô la, theo đó Abdullahi nhận được 330.000 đô la và Kano Pillars nhận 150.000 đô la.

### União da Madeira
Ngày 6 tháng 6 năm 2015, Shehu đã gia nhập C.F. União, câu lạc bộ mới thăng hặng Primeira Liga trong một bản hợp đồng có thời hạn hai năm.

### Anagosis Famagusta
Ngày 2 tháng 9 năm 2016, Shehu chuyển sang chơi cho câu lạc bộ Anorthosis Famagusta của đảo Síp trong một hợp đồng hai năm trị giá 20%  phí bán lại cầu thủ ở câu lạc bộ châu Âu khác.

## Sự nghiệp quốc tế

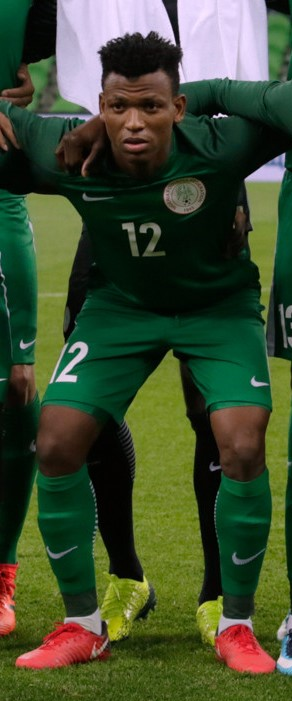
Shehu trong màu áo Nigeria năm 2017

Tháng 1 năm 2014, huấn luyện viên đội tuyển quốc gia Stephen Keshi đã gọi anh lên đội tuyển quốc gia Nigeria tham dự Giải vô địch các quốc gia châu Phi 2014. Anh đã giúp đội bóng về đích ở vị trí thứ ba sau khi Nigeria đánh bại Zimbabwe.
Anh cùng đội tuyển Olympic Nigeria giành huy chương đồng môn bóng đá nam tại thế vận hội Mùa hè 2016 và có tên trong danh sách tham dự FIFA World Cup 2018 tại Nga.

## Thống kê sự nghiệp

### Quốc tế
Tính đến 16 tháng 11 năm 2021
| Nigeria |      |     |
| Năm     | Trận | Bàn |
| 2014    | 6    | 0   |
| 2015    | 4    | 0   |
| 2016    | 6    | 0   |
| 2017    | 6    | 0   |
| 2018    | 6    | 0   |
| 2019    | 3    | 0   |
| 2021    | 9    | 0   |
| Tổng    | 38   | 0   |

## Danh hiệu

### Câu lạc bộ
- Cúp AFC: 2014
- Kuwait Emir Cup: 2014-15
- Siêu cúp Kuwait: 2014-15

### Quốc tế
Olympic Nigeria
- Huy chương đồng Olympic Rio 2016

Đội tuyển U23 Nigeria
- Huy chương đồng Thế vận hội châu Phi 2015